# Mackinac County
Mackinac County is een county in de Amerikaanse staat Michigan.
De county heeft een landoppervlakte van 2.646 km² en telt 11.943 inwoners (volkstelling 2000). De hoofdplaats is St.Ignace.